# Basterotia elliptica
Basterotia elliptica is een tweekleppigensoort uit de familie van de Basterotiidae. De wetenschappelijke naam van de soort is voor het eerst geldig gepubliceerd in 1850 door Récluz.